# Phthiracarus aliquantus
Phthiracarus aliquantus är en kvalsterart som beskrevs av Wojciech Niedbała 1988. Phthiracarus aliquantus ingår i släktet Phthiracarus och familjen Phthiracaridae. Inga underarter finns listade i Catalogue of Life.